# Far, far, krigsmand
Far, far, krigsmand er en dansk dokumentarfilm fra 2009, der er instrueret af Mads Ellesøe.

## Handling
Søren er fanget mellem soldaterlivet og familielivet og har lovet, at missionen til Afghanistan bliver den sidste. Men kan han holde sit ord? Filmen er optaget både i Danmark og Afghanistan og følger Sørens kamp, både på slagmarken og på hjemmefronten.